# Benbecula
Benbecula (gaèlic escocès: Beinn na Faoghla, vol dir "la muntanya del ford") és una illa de les Hèbrides que forma part de la regió Western Isles a la costa escocesa de l'oceà Atlàntic. En el cens del 2001 tenia 1,249, la majoria d'ells catòlics. És administrada pel Comhairle nan Eilean Siar del Consell de Western Islands.
L'illa és situada entre les de North Uist i South Uist, a les quals es comunica per ferry, i a la resta d'Escòcia per avió. Del seu aeroport surten vols cap a Glasgow, Stornoway, Inverness i Barra. No hi ha ferris que portin directament de Benbecula a Escòcia, però hi ha un servei ofert per a la Caledonian MacBrayne de Lochboisdale a South Uist que en cinc hores porta d'Oban a Escòcia, mentre una altra porta de Lochmaddy a North Uist en dues hores porta fins, Uig a l'illa de Skye, a les Hèbrides Interiors. Hi ha serveis de ferry des de Berneray (comunicada amb North Uist) i Eriskay (comunicada amb South Uist) fins a les altres illes de Harris i Barra.
El principal assentament de Benbecula és Balivanich (gaèlic escocès: Baile a'Mhanaich, significa "Ciutat del Monjo") al nord-oest, que és el principal centre administratiu de les tres illes, així com seu de l'aeroport i del banc.
Altres viles són Craigstrome, a la meitat oriental de Benbecula. En contrast amb la zona conreada occidental, la zona oriental hi ha molts llacs i rierols. Craigstrome és vora Ruabhal, el turó més alt de l'illa, a 124 metres.
La vila de Lionacleit també és important, seu de la principal escola secundària de les illes, i també compta amb servei de piscina, cafeteria, centre esportiu, un petit museu i una biblioteca.
A Benbecula també hi ha una estació de radar de la RAF coneguda com a RRH Benbecula.